# Orgueil et Passion
Pour plus de détails, voir Fiche technique et Distribution.
Orgueil et Passion (titre original : The Pride and the Passion) est un film américain réalisé par Stanley Kramer et sorti en 1957.

## Synopsis
Pendant la Guerre d'indépendance espagnole, au début du XIXe siècle (1808-1813), dans leur pays envahi par l’ennemi français, l’épopée d’un groupe de résistants espagnols entreprenant d'amener un énorme canon à leurs alliés britanniques pour faire tomber les remparts de la cité d’Ávila tenue par les Français.

## Fiche technique
- Titre : Orgueil et Passion
- Titre d’origine : The Pride and the Passion
- Réalisation : Stanley Kramer
- Scénario : Edna et Edward Anhalt, Earl Felton d’après le roman de Cecil Scott Forester Le Canon (The Gun, 1933)
- Photographie : Franz Planer
- Montage : Ellsworth Hoagland, Frederic Knudtson
- Musique : George Antheil
- Son : Joseph de Bretagne
- Décors : Rudolph Sternad
- Costumes : Joe King
- Pays de production :  États-Unis
- Langues de tournage : anglais, espagnol
- Tournage extérieur : Espagne, site de Ciudad Encantada à Cuenca, Castille-La Manche , Saint-Jacques-de-Compostelle , La Corogne, Tolède, Valdemoro
- Producteur : Stanley Kramer
- Société de production : Stanley Kramer Productions (États-Unis)
- Société de distribution : United Artists
- Format : couleur par Technicolor – 1.85:1 VistaVision – son monophonique (Western Electric Recording) – 35 mm
- Genre : film historique, drame
- Durée : 132 min
- Date de sortie : 
  - États-Unis : 10 juillet 1957

## Distribution
- Cary Grant (VF : Jean Davy) : Anthony
- Frank Sinatra (VF : Roger Rudel) : Miguel
- Sophia Loren (VF : Jacqueline Ferrière) : Juana
- Theodore Bikel (VF : Jean-Jacques Delbo) : le général Jouvet
- John Wengraf (VF : Jacques Varennes) : Sermaine
- Jay Novello : Ballinger
- José Nieto : Carlos
- Philip Van Zandt : Vidal

## Récompenses et distinctions
- 1958 : Directors Guild of America : Stanley Kramer nommé pour le prix de la meilleure réalisation cinématographique (Outstanding Directorial Achievement in Motion Pictures)